# Máze kyrka

Máze kyrka (Masi kyrka) är en norsk kyrka i Máze i Kautokeino kommun i Finnmark.

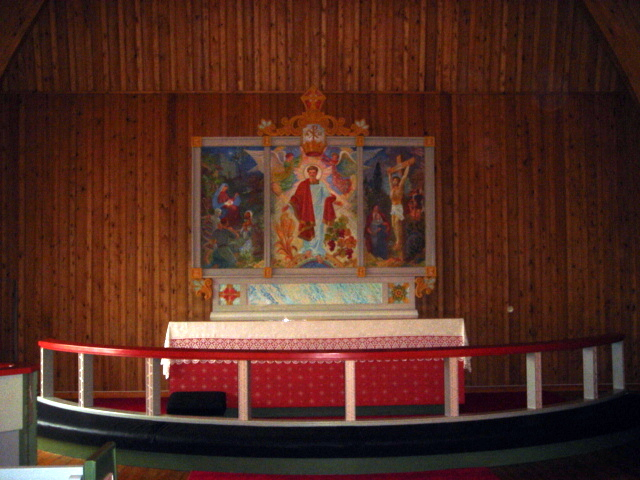
Altaret

Det första kapellet byggdes på 1600-talet av svenskar och den första dansk-norska kyrkan invigdes 1721 av Thomas von Westen som en annexkyrka till Talvik. Denna byggnad fanns kvar till 1768 och under den perioden avgjordes gränsdragningen genom Strömstadstraktaten år 1751. 
År 1944 brände den tyska armén ner den kyrka som invigts 1931. Den nuvarande kyrkan uppfördes 1965 och ritades av arkitekten Rolf Harlew Jenssen. Kyrkan är byggd i trä och har 150 platser. Enligt den tidiga planeringen av Altaälvens utbyggnad skulle kyrkan, och hela Máze, dränkts av en regleringsdamm.
Fram till 1751 betjänades kyrkan av svenska präster, med gudstjänster både på svenska och samiska. Idag förrättas gudstjänsterna på samiska och norska.
Máze kyrka är kulturminnesmärkt, med nummer 440584405 i Riksantikvarens kulturminnesbas.